# Ексетер (Каліфорнія)
Ексетер (англ. Exeter) — місто (англ. city) в США, в окрузі Туларе штату Каліфорнія. Населення — 10 321 особа (2020).

## Географія
Ексетер розташований за координатами 36°17′38″ пн. ш. 119°8′45″ зх. д. / 36.29389° пн. ш. 119.14583° зх. д. (36.294006, -119.145928).  За даними Бюро перепису населення США в 2010 році місто мало площу 6,38 км², уся площа — суходіл.

## Демографія
Згідно з переписом 2010 року, у місті мешкали 10 334 особи в 3378 домогосподарствах у складі 2603 родин. Густота населення становила 1620 осіб/км².  Було 3600 помешкань (564/км²).
Расовий склад населення:
| - 69,2 % — білих - 1,7 % — корінних американців - 1,3 % — азіатів - 0,6 % — чорних або афроамериканців - 0,1 % — вихідців з тихоокеанських островів - 23,4 % — осіб інших рас |

До двох чи більше рас належало 3,7 %. Частка іспаномовних становила 45,5 % від усіх жителів.
За віковим діапазоном населення розподілялося таким чином: 31,8 % — особи молодші 18 років, 56,7 % — особи у віці 18—64 років, 11,5 % — особи у віці 65 років та старші. Медіана віку мешканця становила 31,2 року. На 100 осіб жіночої статі у місті припадало 94,5 чоловіків;  на 100 жінок у віці від 18 років та старших — 90,4 чоловіків також старших 18 років.
Середній дохід на одне домашнє господарство  становив 60 464 долари США (медіана — 41 309), а середній дохід на одну сім'ю — 65 975 доларів (медіана — 47 074). Медіана доходів становила 35 938 доларів для чоловіків та 41 365 доларів для жінок. За межею бідності перебувало 29,1 % осіб, у тому числі 40,7 % дітей у віці до 18 років та 11,0 % осіб у віці 65 років та старших.
Цивільне працевлаштоване населення становило 4284 особи. Основні галузі зайнятості: освіта, охорона здоров'я та соціальна допомога — 21,8 %, сільське господарство, лісництво, риболовля — 14,5 %, роздрібна торгівля — 12,1 %, виробництво — 9,9 %.